# Пелтінішу (Мехедінць)
Пелтінішу (рум. Păltinișu) — село у повіті Мехедінць в Румунії. Входить до складу комуни Кезенешть.
Село розташоване на відстані 254 км на захід від Бухареста, 20 км на схід від Дробета-Турну-Северина, 82 км на північний захід від Крайови.

## Населення
За даними перепису населення 2002 року у селі проживали 138 осіб, усі — румуни. Усі жителі села рідною мовою назвали румунську.